# تحسين مستويات الطاقة المنزلية من المرافق العامة
مستويات الطاقة المنزلية المُحسنة/ترقيات الطاقة المنزلية من المرافق العامة، هي فعالية الطاقة المنزلية وميزات الطاقة المتجددة المضافة، المخطط لها أو المُثبّتة على حساب المرافق العامة. يمكن للمساعدة من المرافق العامة أن تسهل على صاحب المنزل اختيار مكونات صديقة للمناخ أو تثبيتها أو تشغيلها. قد تساعد المرافق في الاستخدام المنسق للطاقة التي توفرها، وفي ميزات المبنى، والتمويل، وخيارات التشغيل والطاقة المزودة من المنطقة المجاورة.

## البرامج الحالية
بدأت العديد من المرافق العامة والمنظمات والحكومات ذات الصلة ببرامج تقدم ترقيات الطاقة المنزلية من المرافق العامة أو أخذتها في عين الاعتبار.

### أستراليا
ذكرت إذاعة غرين تك في عام 2006 أن المرافق الأسترالية بدأت في تقديم ترقيات للبطاريات المنزلية كوسيلة للمشاركة في سوق تخزين البطاريات المنزلية المتنامي. يشترك بائعو بطاريات التخزين المنزلي مع المرافق العامة. سعت المرافق بحلول عام 2018 إلى إقامة علاقة أوثق مع أصحاب المنازل الذين يمكن لبطارياتهم التخزينية المنزلية أن تساعد في موازنة حمل الشبكة، ومن ثم تقليل الحاجة إلى محطات طاقة تقليدية جديدة.

### جزر البهاما

#### جزيرة راجد
تعدّ جزيرة راجد من أرخبيل جزر البهاما. وُلّدت الكهرباء فيها باستخدام مولدات الديزل. طورت شركة الطاقة والنور في البهاما بعد إعصار إيرما مشروعًا لتنفيذ شبكة صغيرة لجزيرة راجد تتضمن الطاقة المتجددة. توفر هذه الشبكة الصغيرة الحماية من الكوارث الطبيعية والتغيرات في أسعار الوقود.
نُفذ بناء الشبكة الصغيرة بواسطة شركة تاغليك للطاقة وشريكتها في البناء سالت إينيرجي. يتضمن المشروع تصميم وشراء وتركيب وتشغيل شبكة صغيرة للبطاريات الشمسية مقترنة بمحطة الديزل الموجودة لمدة عام. تبلغ الطاقة الشمسية للشبكة الصغيرة 402 كيلوواط.
نُظر إلى شبكة جزيرة راجد كنموذج قياسي مثبت للتطوير السريع للمرافق المماثلة في جميع أنحاء العالم.

### الصين
طبقت الصين في عام 2016 معيارًا لاستهلاك الطاقة للمباني السكنية، وهي خطوة حاسمة لتوجيه مطوري وملاك العقارات. لاحظ معهد جبل روكي أنه «لم تصدر أي دولة أخرى ذات حجم مخزون بناء مشابه للصين معيارًا وطنيًا مشابهًا».

### كولومبيا

#### أنتيوكيا
دعمت المرافق العامة لمدينة ميديلين الكولومبية- كما هو موضح في موقعها الإلكتروني لعام 2020- جهود المدينة لتكون مستدامة، مع التركيز على تزويد السكان ذوي الدخل المنخفض بالأمن والفرص والبيئة الصحية والرعاية الصحية. تضمنت برامج ميديلين الرئيسية بناء حدائق المكتبات، وتطوير الحدائق والمناطق الحضرية الخضراء، وتطوير الساحات، وبناء نظام عبور سهل الوصول وفعال.

### فرنسا
أكدت شركة كهرباء فرنسا على موقعها على الإنترنت في عام 2020، التزامها بوضع خطط توفير الطاقة الخاصة بالعملاء السكنيين موضع التنفيذ. صرحت الشركة أنها توفر عدادات ذكية ومقدرة على مراقبة استهلاك الطاقة من الحواسيب أو الهواتف الذكية. يوضح موقع الشركة أن العملاء السكنيين «الذين يرغبون في الاستثمار في توفير الطاقة لا يحتاجون إلى البحث أكثر من الاطلاع على موقع الشركة للحصول على الخدمات والمشورة المناسبة بدقة، من تقييم أداء الطاقة المنزلية إلى المشورة بشأن أنظمة التدفئة (المشعات الذكية، والمضخات الحرارية، وتسخين المياه بالطاقة الشمسية، وغير ذلك) وتركيب حلول موفرة للطاقة (منظِّمات ومبرمجات أنظمة الإضاءة والتدفئة بمصابيح ليد)».

### الهند
نشرت مبادرة سياسة المناخ في سبتمبر 2016 تحليلًا للتحديات التي تواجه الهند في حال ساعدت الحكومات الوطنية وحكومات الولايات والمرافق العامة مالكي العقارات في تثبيت مشاريع الطاقة الشمسية على الأسطح. شملت المساعدة المدروسة التمويل، وصافي القياس، والتركيب. تشمل الهيئات المشاركة وزارة الطاقة الجديدة والمتجددة، ومبادرة سياسة المناخ، وحكومات الولايات الهندية، وشركات توزيع الكهرباء العامة على مستوى الولاية.

### الولايات المتحدة
نُفذت العديد من البرامج في الولايات المتحدة. لفت جو بادين- عندما كان مرشحًا رئاسيًا- الانتباه إلى خطته الخاصة بالتغير المناخي في يوليو 2020. رشح الرئيس بايدن في ديسمبر 2020 أعضاء مجلس الوزراء والمسؤولين الرئيسيين لتنفيذ سياسة المناخ.
لاحظت خطة بايدن أن «سلطات الإسكان المحلية وشركات المرافق قد تقدمت وساعدت الأسر على الاستثمار في ترقيات موفرة للطاقة من خلال تقديم خطط تمويل مرنة وائتمانات ضريبية».
تضمنت خطة بايدن حوافز لتحسين الكفاءة، وكهربة الأجهزة، وتوليد الطاقة النظيفة في الموقع. دعت الخطة إلى تطوير «حزمة من التعديلات التحديثية لكفاءة الطاقة ميسورة التكلفة» ولتغيير قوانين البناء لزيادة كفاءة استخدام الطاقة في المباني الجديدة.
عرضت العديد من المرافق العامة في الولايات المتحدة حسومات لشراء أو تركيب معدات شحن السيارة الكهربائية المنزلية، لتشجيع شحن السيارات الكهربائية في غير أوقات الذروة.

### ألاسكا
اعتمدت عاصمة ألاسكا جونو في عام 2018، التخفيف من وقود التدفئة باستخدام مضخات حرارية تعمل بالطاقة الكهرومائية. خططت المنشأة المحلية ألاسكا إليكتريك لايت آند باور، الخطوات الأولى نحو تشجيع العملاء على تركيب المضخات الحرارية. قد يكون الهواء مصدر تركيبات المضخات الحرارية أو قد تعمل بالطاقة الحرارية الأرضية. (تصف مقاطع الفيديو المتوفرة كلًا من منشآت مصدر الهواء والطاقة الحرارية الأرضية).

### كاليفورنيا
ساعدت لجنة المرافق العامة في كاليفورنيا البناة في بناء منازل جديدة تساهم في توفير الطاقة للمرافق العامة بقدر ما يستخرجونها منها. عزمت كاليفورنيا في عام 2018 على جعل المنازل الجديدة أبنية صفرية الطاقة بنسبة 100% بدءًا من عام 2020. قدم الموقع الإلكتروني لبرنامج ترقية الطاقة في كاليفورنيا لعام 2018 مساعدة منسقة لأصحاب المنازل القائمة.
تشير البيانات التي أُبلغ عنها للفترة من يناير 2016 إلى مارس 2017 إلى أن جهود الكفاءة السكنية للمرافق العامة الرئيسية في كاليفورنيا وفرت ما يكفي من الكهرباء لحوالي 112000 منزل أمريكي نموذجي، ووفرت ما يكفي من الغاز الطبيعي لتزويد حوالي 53000 منزل أمريكي.
قدمت شركة باسيفيك للغاز والكهرباء في عام 2017 إجراءً بسيطًا لأصحاب المنازل الراغبين في تثبيت وصلات شحن السيارات الكهربائية. يعد ذلك مثالًا على كيفية مساعدة المرافق العامة في ترقيات شحن السيارات الكهربائية. يتضمن الإجراء اختيار خطط أسعار الكهرباء منخفضة التكلفة والصديقة للمناخ.
تضمن برنامج تخزين البطاريات في هيئة المرافق العامة في آناهايم خصومات منزلية تصل إلى حوالي 3000 دولار مع نظام «لتخزين الطاقة عندما تكون الشمس مشرقة واستخدامها عندما تغرب». أنتجت برامج الطاقة الشمسية السكنية والتجارية في آناهايم منذ عام 2021 حوالي 50,000,000 كيلوواط/ساعة من الكهرباء سنويًا، وهو ما يكفي لتوفير الكهرباء سنويًا لحوالي 4700 منزل أمريكي نموذجي.
ساعد مركز الطاقة المستدامة مرافق كاليفورنيا في تنفيذ برامج مساعدة أصحاب المنازل. تضمنت قائمة عملاء مركز الطاقة المستدامة في عام 2020 ساوث كاليفورنيا إديسون، وشركة غاز وكهرباء سان دييغو، وشركة باسيفيك للغاز والكهرباء.

### كونيتيكت
ساعدت شركة إينرجايز كونيتيكت- كما هو موضح على موقعها الالكتروني في عام 2020- المرافق العامة في ولاية كونيتيكت على مساعدة أصحاب المنازل الذين يرغبون في توفير المال واستخدام الطاقة النظيفة بنشاط. يناقش الموقع كيفية تنظيم برنامج إينرجايز كونيتيكت. يجري محترفو الطاقة تحسينات تهدف إلى خفض فواتير الطاقة لتحقيق وفورات فورية وطويلة الأجل.
يمكن أن تبدأ مساعدة صاحب المنزل بتقييم مسبق عبر مناقشات افتراضية مباشرة مع فني دون أي تكلفة. يُظهر فيديو إينرجايز كيفية عمل عملية تقييم الطاقة (تُلاحظ بروتوكولات السلامة أثناء COVID-19 أيضًا).
تمثل إينرجايز كونيتيكت مبادرة مشتركة بين صندوق كفاءة الطاقة، وبنك كونيتيكت الأخضر، وولاية كونيتيكت، والمرافق الكهربائية المحلية ومرافق الغاز المحلية. أفاد المجلس التوجيهي للتمويل الرئيسي لشركة إينرجايز كونيتيكت أنه في عام 2018، وفرت برامجها السكنية 277,000 ميغاواط/ساعة من الكهرباء (ما يكفي من الكهرباء لتزويد حوالي 26600 منزل نموذجي في الولايات المتحدة) و6,800,00 ثيرم من الغاز الطبيعي (ما يكفي من الغاز الطبيعي لتزويد حوالي 11100 منزل نموذجي أمريكي).